# Isabella d'Angoulême
Isabella d'Angoulême (1186 circa – Abbazia di Fontevrault, 4 giugno 1246) è stata regina consorte d'Inghilterra dal 1200 al 1216, contessa di Angoulême dal 1202 e poi contessa consorte di La Marche e signora consorte di Lusignano dal 1220 fino alla sua morte.

## Biografia

### Infanzia

Stemma dei Tagliaferro, conti d'Angoulême

Isabella era l'unica figlia del conte d'Angoulême, Ademaro III e della moglie Alice di Courtenay, che era figlia di Pietro di Francia e di Elisabetta, signora di Courtenay.
Isabella era bisnipote del re di Francia Luigi VI il Grosso, padre del nonno, Pietro di Francia; la madre Alice era al suo secondo matrimonio, dopo aver divorziato dal Conte di Joigny, Guglielmo.

### Lotte per il potere

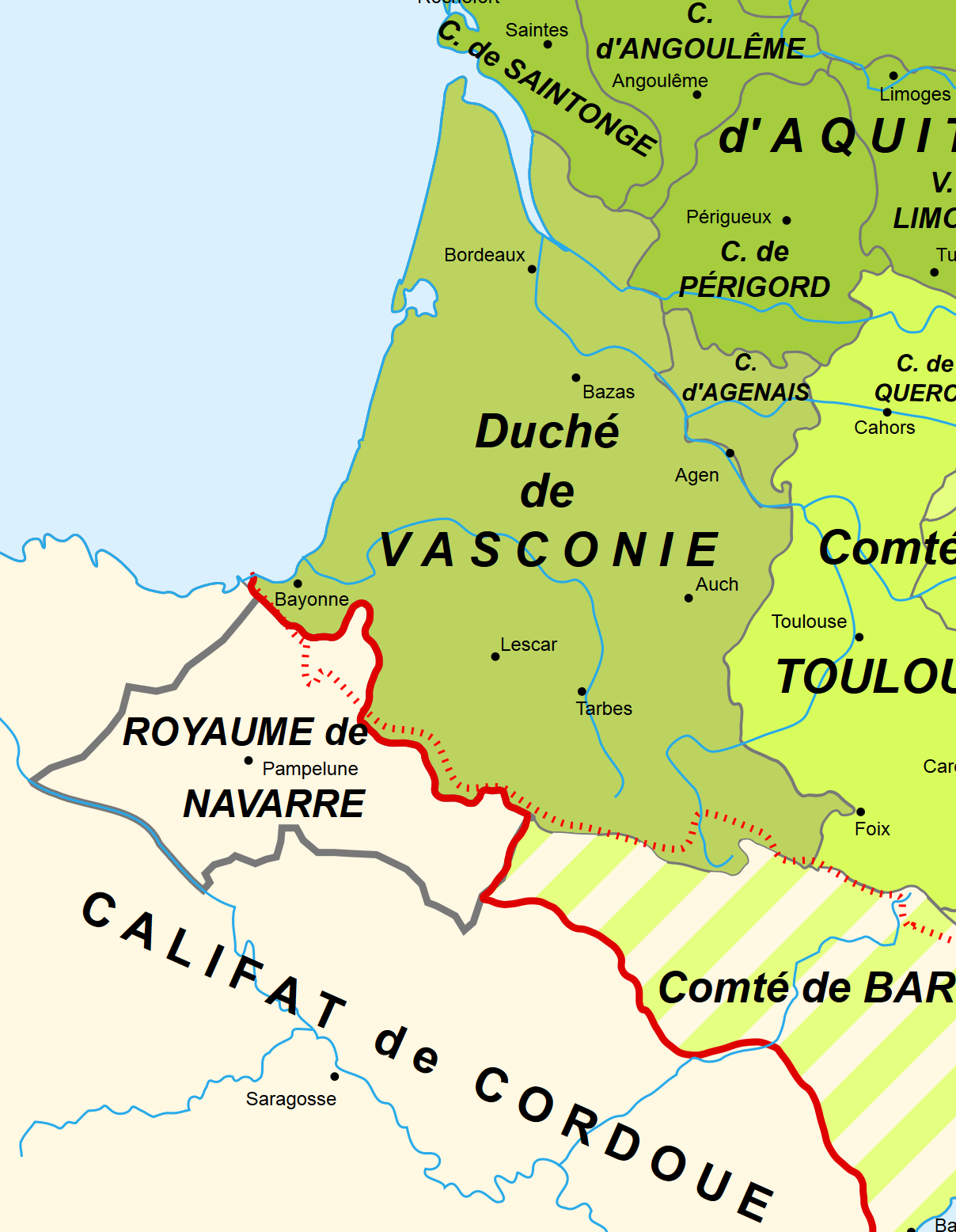
Le contee di Périgord e di Agen e d'Angoulême

Nel 1199 suo padre Ademaro III si scontrò con la casata dei Lusignano, per il possesso della contea di La Marche, che fu assegnata a Ugo IX di Lusignano; Ugo IX, alla morte del re d'Inghilterra e conte di La Marche Riccardo Cuor di Leone, attirò la regina madre Eleonora d'Aquitania, Contessa di Poitiers, da cui dipendeva il feudo de La Marche, e la costrinse ad assegnarlo a lui anziché al legittimo successore di Riccardo, Giovanni Senza Terra.
La vertenza fu appianata con la mediazione del re d'Inghilterra Giovanni Senza Terra e con il fidanzamento, nel 1200, di Isabella con il figlio di Ugo IX, anche lui di nome Ugo.

### Primo matrimonio

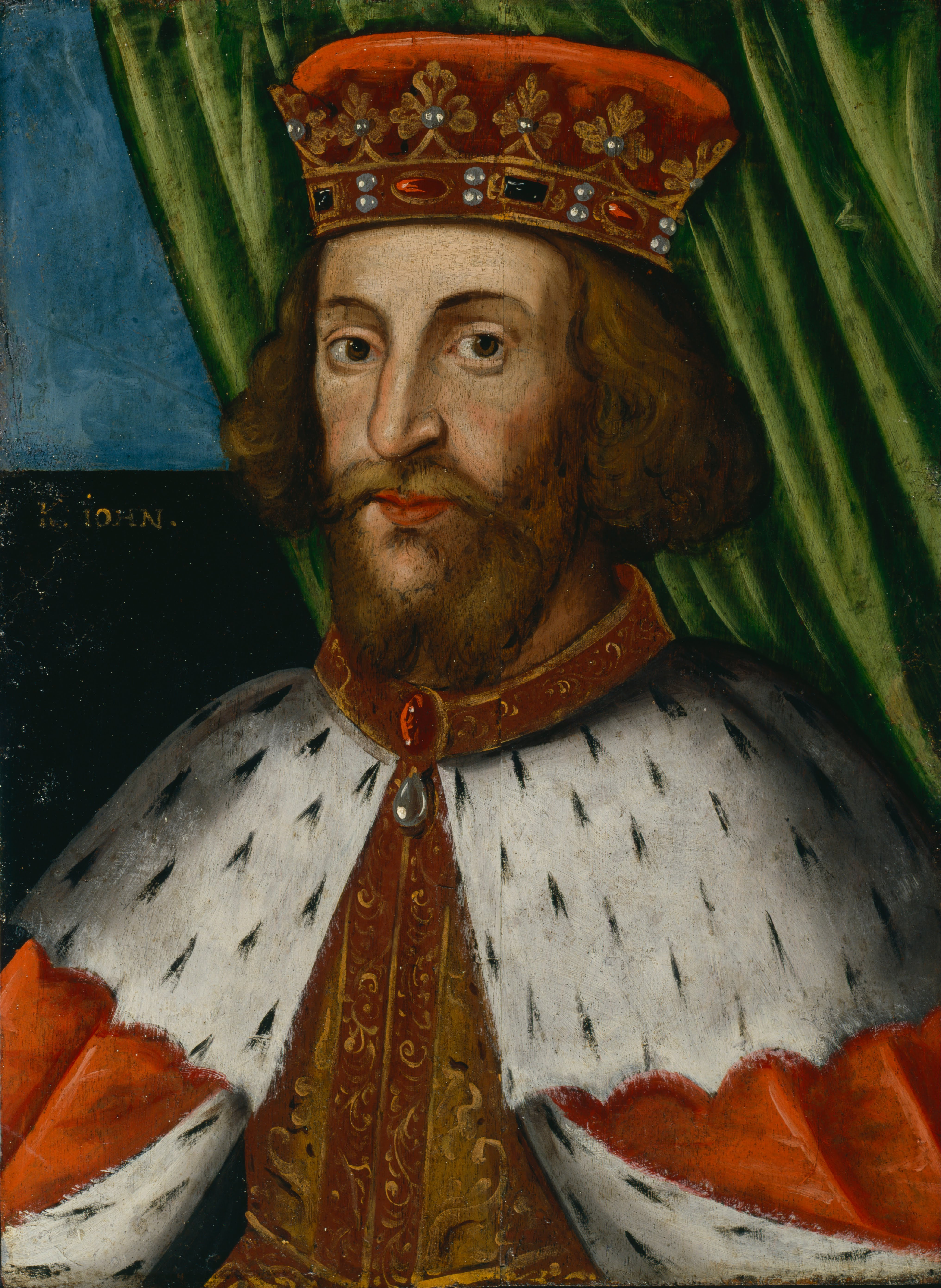
Ritratto di Giovanni Senza Terra

Però Giovanni, da poco divorziato da Isabella di Gloucester e in trattativa con il Re del Portogallo Sancho I per sposarne una figlia, si invaghì di Isabella (secondo alcuni storici non fu solo la bellezza di Isabella, ma il timore della futura potenza dei Lusignano) e con il permesso di Ademaro III la sottrasse a Ugo e in quello stesso anno, il 30 agosto, la sposò a Chinon e l'8 ottobre, in Inghilterra, la fece incoronare regina.

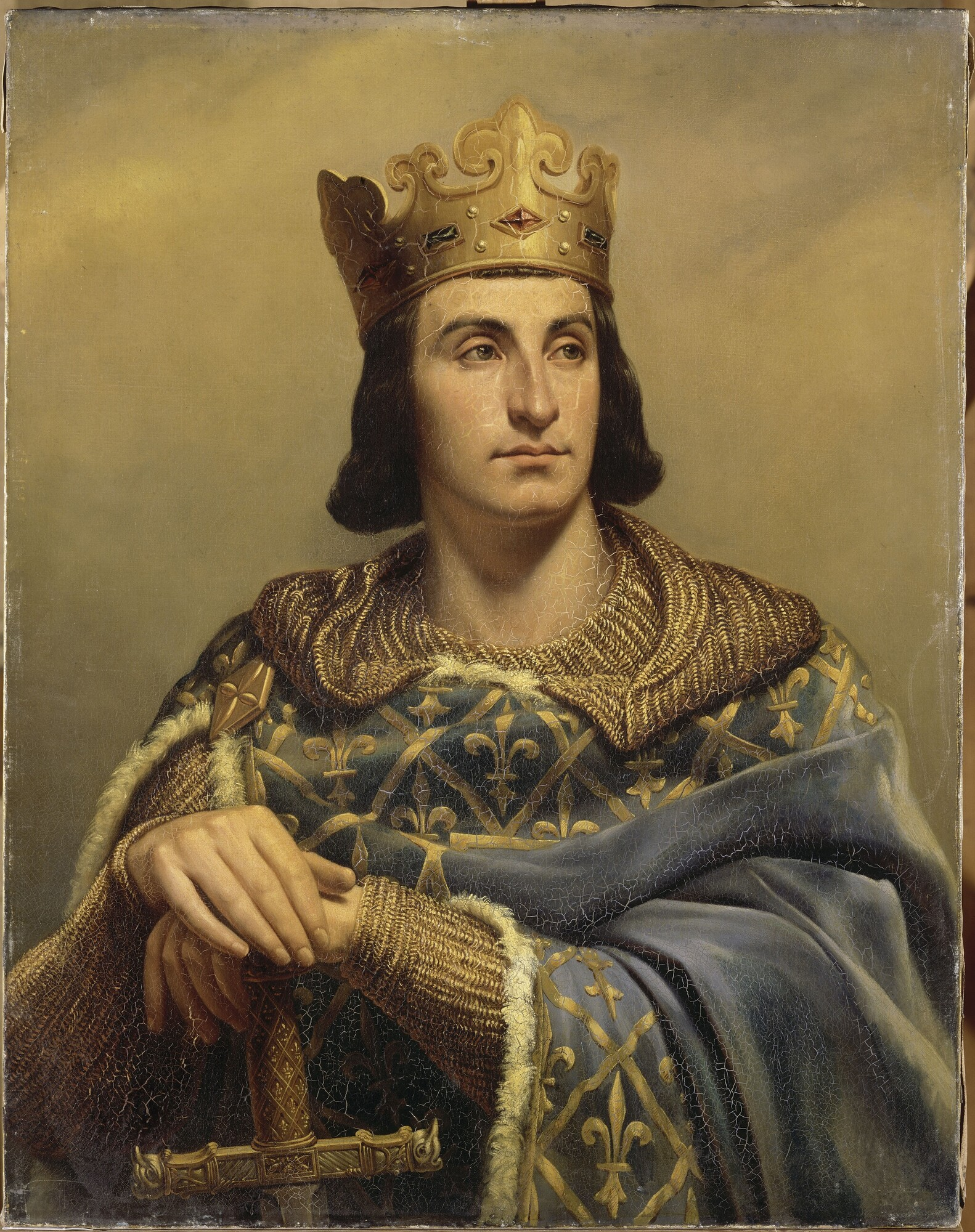
Filippo II Augusto di Louis-Félix Amiel, 1837

La casata dei Lusignano non perdonò lo sgarbo subito da Giovanni e nella guerra che lo oppose al Re di Francia, Filippo Augusto, i Lusignano si schierarono con quest'ultimo.
Suo padre Ademaro III morì a Limoges il 16 giugno 1202 e gli succedette Isabella, assieme al marito, il re d'Inghilterra, Duca d'Aquitania e Guascogna e Conte di Poitiers Giovanni d'Inghilterra.
Nel 1214 Giovanni Senza Terra in un incontro a Parthenay, ottenne un giuramento di fedeltà dalla casata dei Lusignano e promise in sposa a Ugo, figlio del conte Ugo IX, Giovanna, figlia sua e di Isabella, sua vecchia fidanzata; e assieme allo zio, Goffredo, che era stato Conte di Giaffa e Ascalona, Ugo IX e il fratello, Rinaldo, prestarono giuramento di fedeltà a Giovanni.

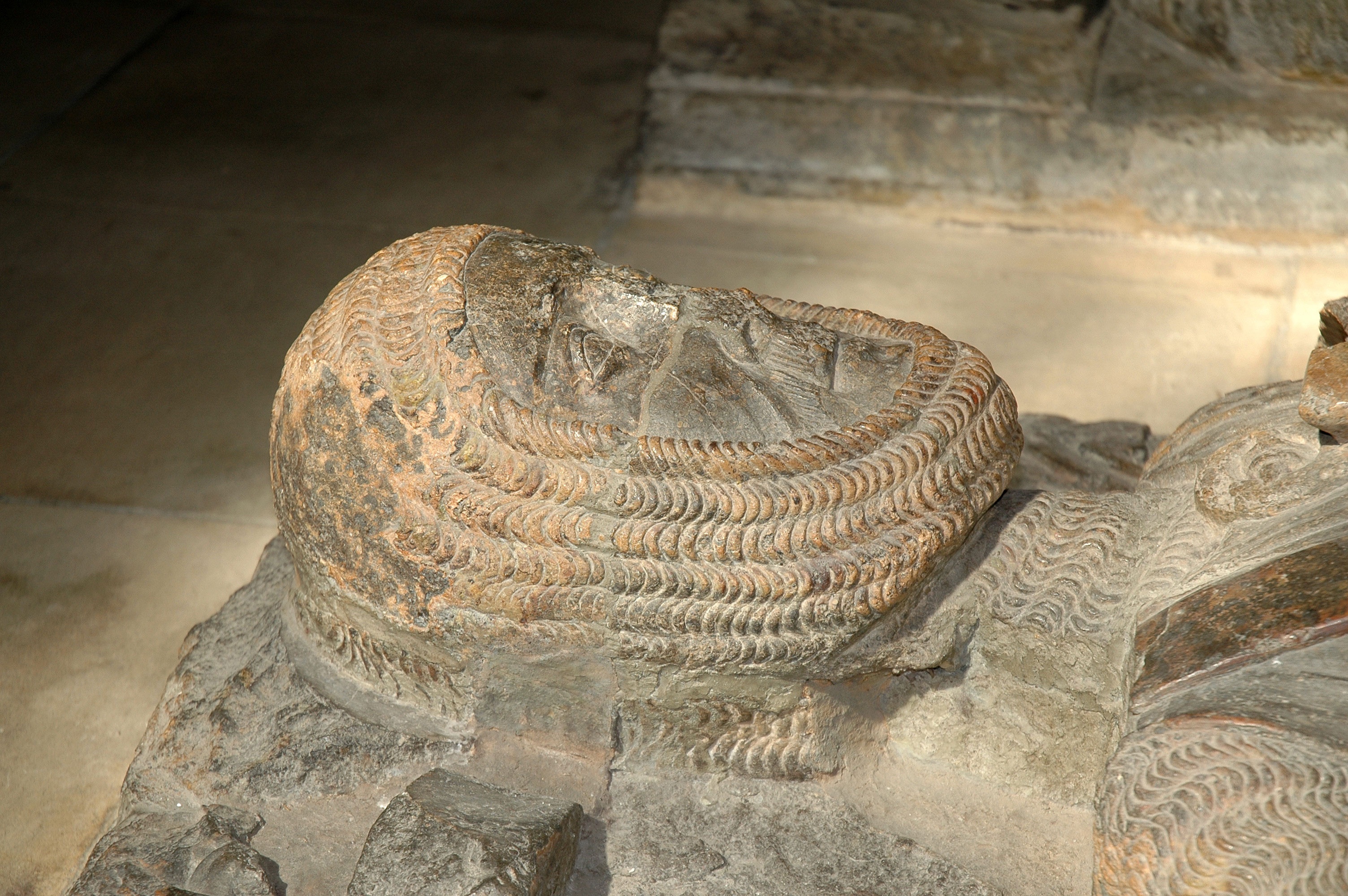
Guglielmo il Maresciallo, Chiesa del Tempio a Londra

Alla morte di Giovanni, nel 1216, il figlio maggiore Enrico salì al trono come Enrico III e fu affidato alla tutela del conte di Pembroke, Guglielmo il Maresciallo, mentre Isabella rientrò nella contea d'Angoulême, che di diritto le doveva essere restituita, ma per non contrariare i Lusignano, non le venne restituita, e di fatto era governata da Ugo IX di Lusignano, che aveva sposato la cugina di Isabella, Matilde d'Angoulême, che reclamava la contea, in quanto era stata spodestata dagli zii, Guglielmo VII e Ademaro III.

### Secondo matrimonio

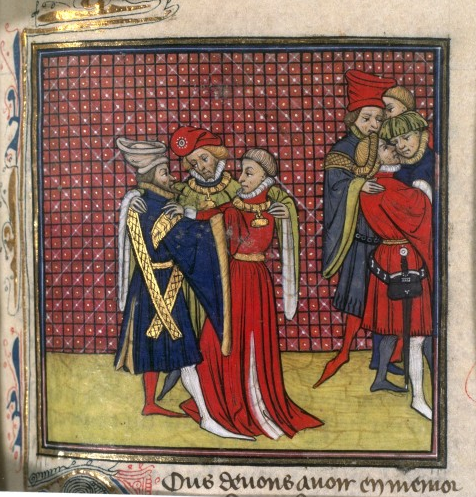
Ugo X di Lusignano, Teobaldo I di Navarra e Pietro I di Bretagna in una miniatura del Medioevo

Isabella nel sostenere le sue tesi prima litigò con il suo vecchio fidanzato Ugo, che nel 1219, alla morte del padre, Ugo IX, era divenuto il conte de La Marche, Ugo X, poi si riavvicinò a lui, tanto che nel 1220 i due si sposarono e insieme fecero pressione sul giovane re inglese, Enrico III, affinché restituisse alla madre l'Angoulême, di modo che l'unione dei feudi de La Marche e Angoulême, facesse della coppia, i feudatari più potenti d'Aquitania. Finalmente il governo inglese cedette anche per paura di un possibile accordo tra i Lusignano e il nuovo re di Francia, Luigi VIII.
Nonostante la restituzione della dote di Isabella nel 1224, alla scadenza della tregua quadriennale anglo-francese, suo marito Ugo X si alleò con il re di Francia Luigi VIII e in pochi mesi, dopo avere radunato l'esercito a Tours, a giugno dello stesso anno, insieme occuparono tutto il Poitou e parte della Guascogna attorno a Bordeaux.

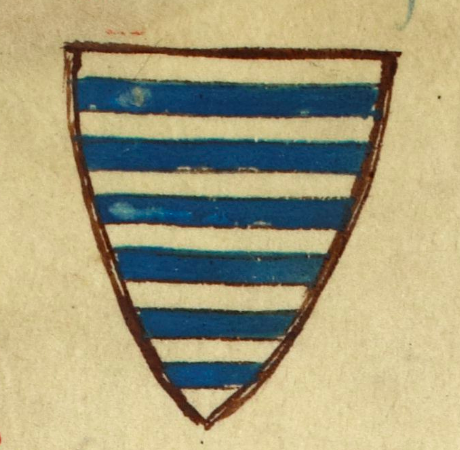
Lo stemma dei Lusignano nell'Historia anglorum

Nel 1241 il figlio di Luigi VIII e fratello del nuovo re Luigi IX, Alfonso era entrato in possesso della contea di Poitiers, costituita dai territori del Poitou, del Saintonge e dell'Alvernia, e suo marito, il conte di La Marche, Ugo X, avrebbe dovuto rendergli omaggio, come suo feudatario; ma Isabella non tollerava l'idea che suo marito fosse vassallo di Alfonso e visto che Ugo X avrebbe preferito essere conciliante, Isabella d'Angoulême lo minacciò che se si fosse umiliato non avrebbe più diviso il letto con lui;Ugo X fu spinto alla ribellione da Isabella, che chiese il sostegno del figlio di primo letto, il re Enrico III d'Inghilterra. Ugo X si ribellò e con il sostegno di Raimondo VII di Tolosa, suocero di Alfonso, rifiutò l'obbedienza al suo signore, Alfonso conte di Poitiers, che, con l'aiuto del fratello, Luigi IX il Santo, mise insieme un esercito che, nella primavera del 1242, occupò rapidamente alcune roccaforti del Poitou. Enrico III d'Inghilterra sbarcato a Royan, il 12 maggio 1242, con sette conti e trecento cavalieri, era stato ricevuto dalla madre, Isabella, con entusiasmo, ma dopo aver messo insieme un esercito, composto dai ribelli del Poitou dai nobili guasconi e dai suoi trecento cavalieri, il 21 luglio 1242 al ponte di Taillebourg di fronte all'armata avversaria, si ritirarono, senza combattere, entro le mura di Saintes. Il giorno dopo gli inglesi e i guasconi tentarono una sortita, ma si ritirarono subito dopo, per cui i ribelli del Poitou si rassegnarono a sottomettersi ad Alfonso.
Ugo X di Lusignano e Isabella d'Angoulême, assieme ai loro figli, dovettero inginocchiarsi al cospetto di Luigi IX e chiedere misericordia , mentre a settembre Enrico III fece ritorno in Inghilterra.

### Ultimi anni e morte

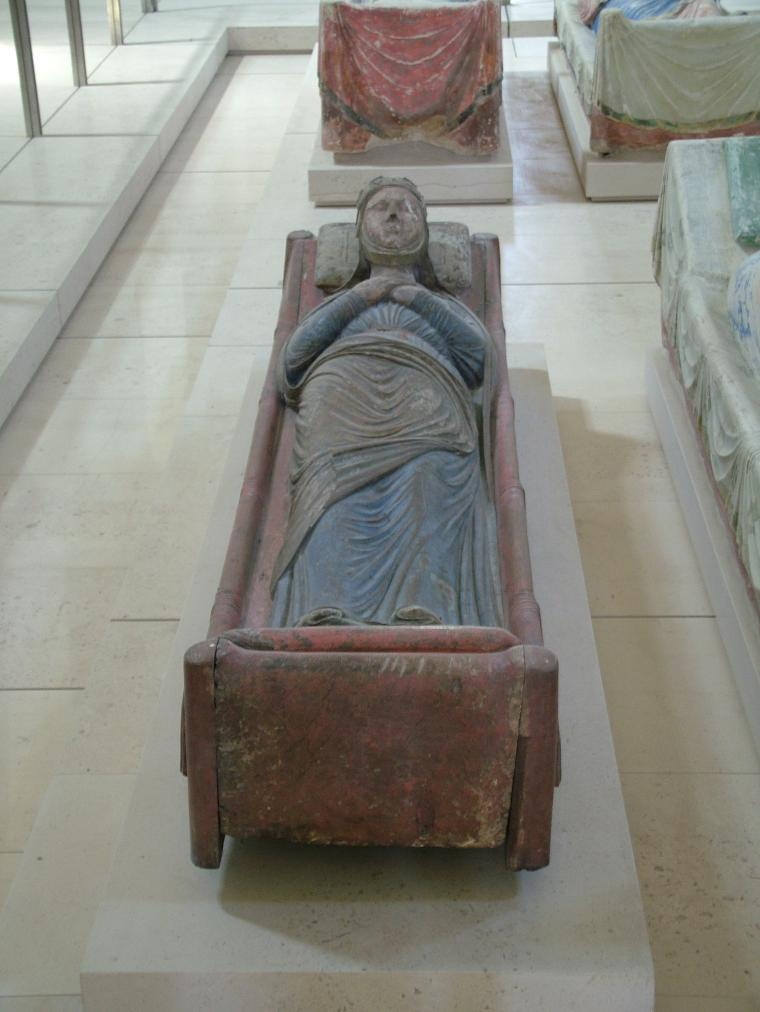
Il gisant di Isabella

Isabella si ritirò in convento, a Fontevrault, dove, nel 1246, morì.
A Isabella nella Contea di Angoulême succedette il marito, Ugo X di Lusignano, come conte d'Angoulême (Ugo I).

## Discendenza
Isabella diede a Giovanni Senza Terra cinque figli:
- Enrico (1207-1272), che divenne re d'Inghilterra con il nome di Enrico III;
- Riccardo, 1º conte di Cornovaglia (1209-1272);
- Giovanna (1210-1238), che sposò Alessandro II di Scozia diventando così regina consorte di Scozia
- Isabella (1214-1241), che sposò l'imperatore Federico II
- Eleonora (1215-1275), che sposò in prime nozze Guglielmo Marshal, 2º conte di Pembroke, e successivamente Simone di Montfort, 6º conte di Leicester.

Isabella diede a Ugo X di Lusignano nove figli
- Ugo (1221-1250), signore di Lusignano, Conte di La Marche e d'Angoulême, citato nella lettera di sottomissione del 1242 e nel testamento del padre;
- Ademaro (circa 1222-Parigi, 5 dicembre 1260), Vescovo di Winchester, citato nella lettera di sottomissione del 1242 e nel testamento del padre, che fu accolto dal fratellastro, Enrico III d'Inghilterra[15];
- Agnese (o Agata, circa 1223-dopo il 1269), sposa di Guglielmo II di Chauvigny, signore di Chateauroux (1224-1271);
- Alice (circa 1224-1256), sposa di Giovanni de Warenne;
- Guido (morto nel 1264 combattendo a Lewes, in Inghilterra), signore di Couhe, Cognac e Archiac, citato nella lettera di sottomissione del 1242 e nel testamento del padre, che fu accolto dal fratellastro, Enrico III d'Inghilterra[15];
- Goffredo (morto nel 1274), signore di Jarnac, citato nella lettera di sottomissione del 1242 e nel testamento del padre, che fu accolto dal fratellastro, Enrico III d'Inghilterra[15];
- Guglielmo (morto nel 1296), citato nella lettera di sottomissione del 1242 e nel testamento del padre, che fu accolto dal fratellastro, Enrico III d'Inghilterra[15];
- Margherita (1226/1228-1288), che sposò prima Raimondo VII di Tolosa (1197-1249), poi Aimery IX di Thouars (morto nel 1256), e infine Goffredo V di Chateaubriant;
- Isabella (1234-4 gennaio 1299), dama di Beauvoir-sur-Mer e Mercillac, che sposò prima Goffredo di Rancon-Taillebourg, poi Maurizio IV di Craon.

## Ascendenza
|                          |                     |                                                 | Genitori                      |  |  | Nonni |  |  | Bisnonni               |  |  | Trisnonni               |  |
|                          |                     |                                                 |                               |  |  |       |  |  | Vulgrin II d'Angoulême |  |  | Guglielmo V d'Angoulême |  |
|                          |                     |                                                 |                               |  |  |       |  |  | Vulgrin II d'Angoulême |  |  | Guglielmo V d'Angoulême |  |
|                          |                     | Vitapoi di Benagues                             |                               |  |  |       |  |  | Vulgrin II d'Angoulême |  |  |                         |  |
| Guglielmo VI d'Angoulême |                     |                                                 |                               |  |  |       |  |  | Vulgrin II d'Angoulême |  |  |                         |  |
|                          |                     | Ponzia de La Marche                             | Ruggero di Poitou             |  |  |       |  |  |                        |  |  |                         |  |
|                          |                     | Ponzia de La Marche                             | Ruggero di Poitou             |  |  |       |  |  |                        |  |  |                         |  |
|                          |                     | Ponzia de La Marche                             | Almodis I de La Marche        |  |  |       |  |  |                        |  |  |                         |  |
| Ademaro III d'Angoulême  |                     | Ponzia de La Marche                             |                               |  |  |       |  |  |                        |  |  |                         |  |
|                          |                     | Raimondo I di Turenne                           | Bosone I di Turenne           |  |  |       |  |  |                        |  |  |                         |  |
|                          |                     | Raimondo I di Turenne                           | Bosone I di Turenne           |  |  |       |  |  |                        |  |  |                         |  |
|                          |                     | Raimondo I di Turenne                           | Gerberga di Terrason          |  |  |       |  |  |                        |  |  |                         |  |
| Margherita di Turenne    |                     | Raimondo I di Turenne                           |                               |  |  |       |  |  |                        |  |  |                         |  |
|                          |                     | Matilde di Perche                               | Goffredo II di Perche         |  |  |       |  |  |                        |  |  |                         |  |
|                          |                     | Matilde di Perche                               | Goffredo II di Perche         |  |  |       |  |  |                        |  |  |                         |  |
|                          |                     | Matilde di Perche                               | Beatrice di Montdidier-Roucy  |  |  |       |  |  |                        |  |  |                         |  |
| Isabella d'Angoulême     |                     | Matilde di Perche                               |                               |  |  |       |  |  |                        |  |  |                         |  |
|                          | Luigi VI di Francia | Filippo I di Francia                            |                               |  |  |       |  |  |                        |  |  |                         |  |
|                          | Luigi VI di Francia | Filippo I di Francia                            |                               |  |  |       |  |  |                        |  |  |                         |  |
|                          | Luigi VI di Francia | Berta d'Olanda                                  |                               |  |  |       |  |  |                        |  |  |                         |  |
| Pietro di Francia        | Luigi VI di Francia |                                                 |                               |  |  |       |  |  |                        |  |  |                         |  |
|                          |                     | Adelaide di Savoia                              | Umberto II conte di Savoia    |  |  |       |  |  |                        |  |  |                         |  |
|                          |                     | Adelaide di Savoia                              | Umberto II conte di Savoia    |  |  |       |  |  |                        |  |  |                         |  |
|                          |                     | Adelaide di Savoia                              | Gisella o Giselda di Borgogna |  |  |       |  |  |                        |  |  |                         |  |
| Alice di Courtenay       |                     | Adelaide di Savoia                              |                               |  |  |       |  |  |                        |  |  |                         |  |
|                          |                     | Rinaldo di Courtenay                            | Milone di Courtenay           |  |  |       |  |  |                        |  |  |                         |  |
|                          |                     | Rinaldo di Courtenay                            | Milone di Courtenay           |  |  |       |  |  |                        |  |  |                         |  |
|                          |                     | Rinaldo di Courtenay                            | Ermengarda di Nevers          |  |  |       |  |  |                        |  |  |                         |  |
| Elisabetta di Courtenay  |                     | Rinaldo di Courtenay                            |                               |  |  |       |  |  |                        |  |  |                         |  |
|                          |                     | Elisabetta di Corbeil (oppure Hawise di Donjon) | Baldovino di Corbeil          |  |  |       |  |  |                        |  |  |                         |  |
|                          |                     | Elisabetta di Corbeil (oppure Hawise di Donjon) | Baldovino di Corbeil          |  |  |       |  |  |                        |  |  |                         |  |
|                          |                     | Elisabetta di Corbeil (oppure Hawise di Donjon) | Eustachia di Châtillon        |  |  |       |  |  |                        |  |  |                         |  |
|                          |                     | Elisabetta di Corbeil (oppure Hawise di Donjon) |                               |  |  |       |  |  |                        |  |  |                         |  |